# بول بيرغر
بول بيرغر (بالفرنسية: Paul Berger)‏ (و. 1845 – 1908 م) هو جراح، من فرنسا، توفي في باريس، عن عمر يناهز 63 عاماً.